# Réserve naturelle régionale Mont des Avaloirs
La réserve naturelle régionale Mont des Avaloirs (RNR327) est une réserve naturelle régionale située en Pays de la Loire. Classée en 2020, elle occupe une surface de 321,06 hectares autour du mont des Avaloirs, point culminant du Massif armoricain.

## Localisation

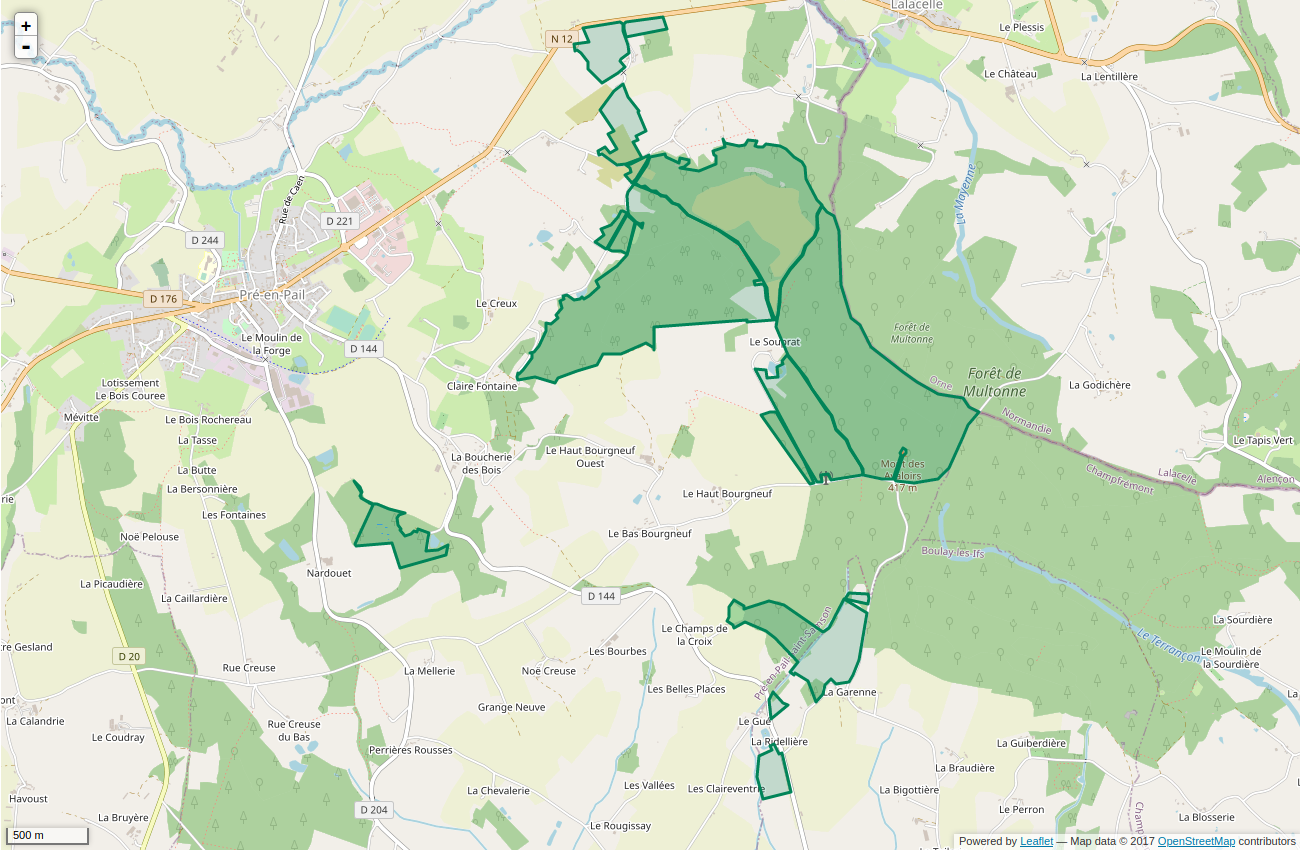
Périmètre de la réserve naturelle.

Le territoire de la réserve naturelle est dans le département de la Mayenne, sur les communes de Boulay-les-Ifs, et Pré-en-Pail-Saint-Samson. Il se compose de 4 unités géographiques : à l'ouest, le marais du Fourneau (10 hectares) ; au nord, les prés des Loignières (20 hectares) ; au sud, le bois du Clairet et la vallée du ruisseau du Buisson de Malheur (33 hectares) et au centre et à l'est, le Souprat et le Mont des Avaloirs (258 hectares). La réserve regroupe les espaces naturels situés à l'ouest de Massif de Multonne, dans la continuité de la forêt de Multonne.
L'altitude du site varie de 244 m (extrémité nord) à 416 m au Mont des Avaloirs.

## Histoire du site et de la réserve
La position topographique et l’utilisation des ressources naturelles ont marqué l’histoire du site.
Au Moyen Âge, les bois et les landes des Avaloirs formaient des parties sauvages peu fréquentées. Le Chemin de la procession, situé en marge est de la réserve, constituait un point d’entrée privilégié pour l’exploitation des Avaloirs notamment par les bûcherons et les charbonniers. Au XVIIIe siècle, l’activité importante de forges, notamment celle de Saint-Denis-sur-Sarthon, a marqué le paysage et la gestion forestière de ce territoire.
À la fin du XVIIIe siècle, une Tour Chappe était installée sur la crête des Avaloirs, non loin de l’actuel belvédère. Il est probable que la tour télégraphique des Avaloirs s’intégrait dans la ligne de communication Paris-Brest mise en service en août 1798. Un témoignage écrit de 1936, indique la présence de « vestiges de la Tour Chappe » au milieu des bruyères.
La première moitié du XXe siècle est marquée notamment par l’extraction de pierres au nord de la réserve, dans les carrières de Bel-Air. Depuis l’arrêt de ces activités, le site n'a fait l’objet que de quelques aménagements cynégétiques (mare, création de layons de chasse…). Un important incendie en 2001 a couru sur près de 10 hectares de landes.
De 2015 à 2019, huit propriétaires privés (50 parcelles / 311 hectares) et la commune de Pré-en-Pail-Saint-Samson (2 parcelles / 10 hectares) ont manifesté leur intérêt pour agir collectivement en faveur de la biodiversité présente sur leurs parcelles. La création de la réserve naturelle constitue l’aboutissement de cette démarche animée par le Parc naturel régional Normandie-Maine.

## Écologie (biodiversité, intérêt écopaysager…)
Située sur les contreforts orientaux du Massif armoricain, la réserve naturelle régionale Mont des Avaloirs abrite une grande richesse patrimoniale. Son altitude élevée pour le quart nord-ouest et son exposition aux éléments climatiques (vent, pluie, neige, brouillard…) en font un site singulier, offrant autant de niches écologiques rares ou atypiques pour la région. 
Reconnu depuis près de 150 ans, ce territoire constitue l’un des principaux cœurs de biodiversité du Parc naturel régional Normandie-Maine et du département de la Mayenne.

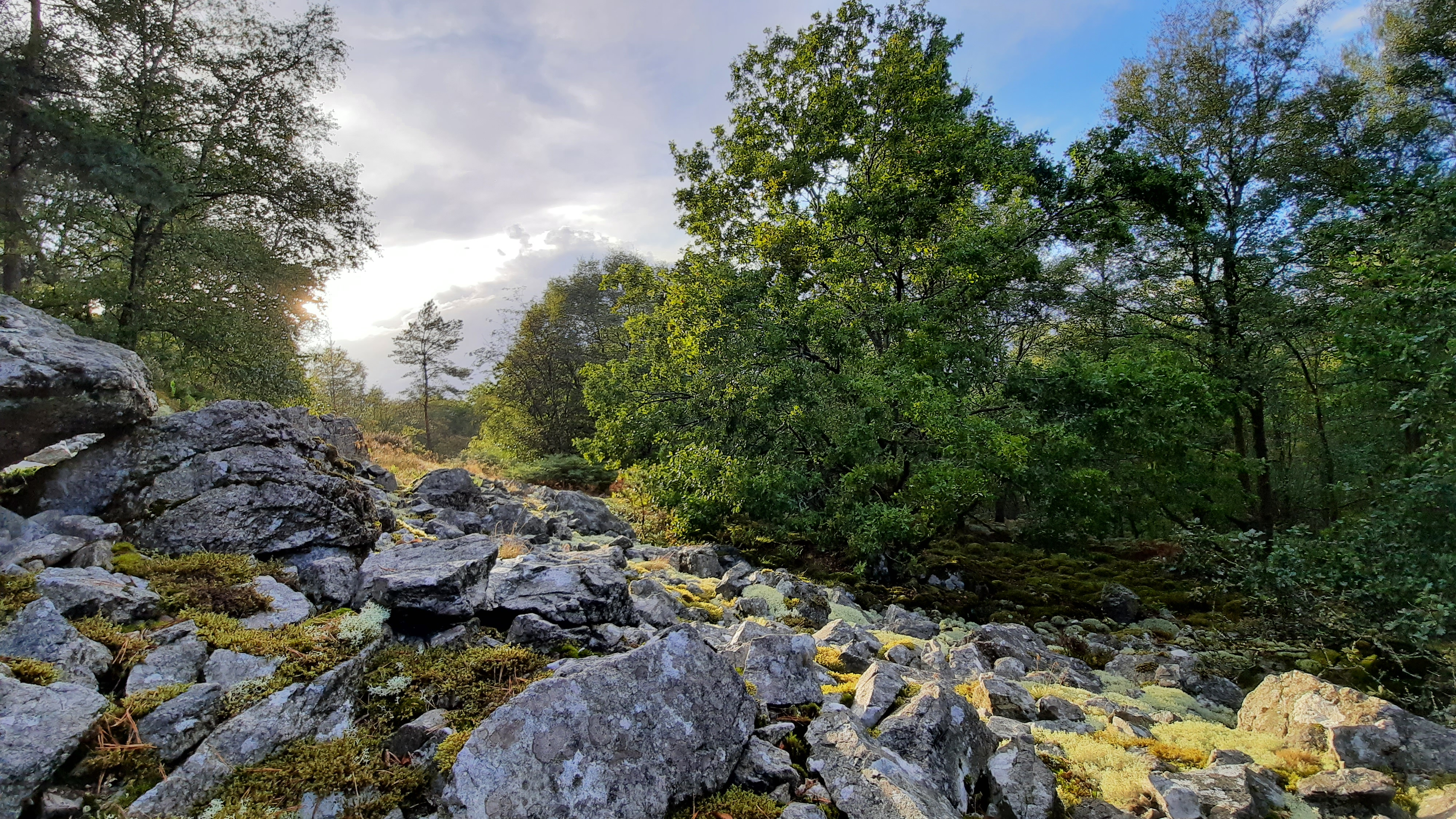
Pierrier du Souprat sur le versant nord de la réserve

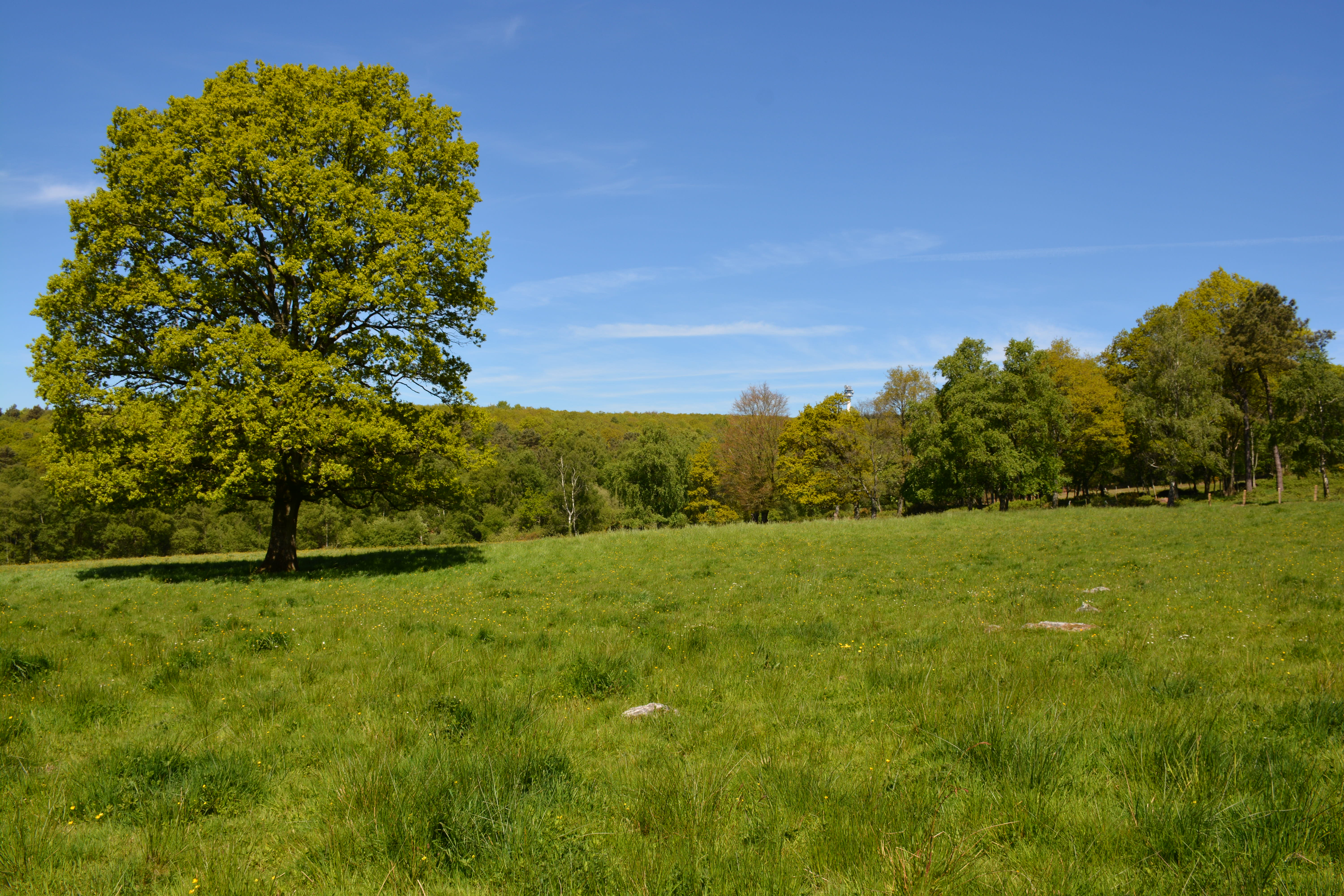
Vallée du ruisseau du Buisson de Malheur

Point haut et central d’un vaste réservoir de biodiversité couvrant les collines du Maine, la réserve naturelle regroupe un ensemble de milieux relativement préservés : un vaste complexe de landes ponctué de pierriers dans les ruptures de pente, deux importantes unités forestières en libre évolution accueillant de nombreuses espèces saproxyliques, trois complexes tourbeux et une unité bocagère.

### Flore
La flore de la réserve compte actuellement 460 espèces végétales, dont 14 espèces de priorité régionale (déterminantes ZNIEFF), et 8 espèces protégées ou réglementées. Parmi ces espèces, on notera notamment le Rossolis à feuilles rondes, la Narthécie des marais, la Grassette du Portugal, le Rhynchospore blanc, le Jonc raide, le Scirpe cespiteux ou encore la Violette des marais.

### Faune
La faune de la réserve compte actuellement 2 441 espèces animales (31/12/2023), dont 78 espèces de priorité régionale (déterminantes ZNIEFF), et 90 espèces protégées ainsi que 33 espèces d’intérêt européen.
Pas moins de 96 espèces d’oiseaux ont été observées sur la réserve depuis 1980. Le site accueille notamment en période d'hivernage ou de reproduction de multiples espèces d'intérêt patrimonial notamment l’Alouette lulu, le Pouillot siffleur, le Pouillot fitis, le Bouvreuil pivoine, la Linotte mélodieuse, le Bruant jaune, la Pie-grièche écorcheur, le Pic noir, la Cigogne noire, la Bondrée apivore, l’Engoulevent d'Europe et le Busard Saint-Martin. Ces deux dernières espèces bénéficent d’une attention accrue dans le cadre d’un programme de conservation dénommé LIFE Avaloirs (2018-2024).
Chez les mammifères, 36 espèces ont été observées dont 13 espèces de chauves-souris. D’autres espèces comme l’Ecureuil roux, la Martre des pins ou le Muscardin peuvent également être citées. On compte 7 espèces de reptiles sur la réserve naturelle : l’Orvet fragile, la Coronelle lisse, la Vipère péliade, la Couleuvre à collier ; la Couleuvre d'Esculape et le Lézard vivipare.
Pour les amphibiens, 9 espèces ont été observées sur le site parmi lesquelles le Crapaud accoucheur, le Triton marbré, la Grenouille agile et la Salamandre tachetée. 
Les invertébrés constituent le groupe le mieux représenté sur la réserve avec pas moins de 2 271 espèces, dont 2 235 espèces d’insectes. Lors d’inventaires récents, 521 coléoptères, 310 diptères, 302 hémiptères, 240 hyménoptères , 505 lépidoptères, 28 odonates et 30 orthoptères ont été identifiés.

### Fonge
Sur la réserve, 625 espèces ont été observées. En détail, cela représente 547 espèces de champignons et 78 espèces de lichens.

## Intérêt touristique et pédagogique
Le mont des Avaloirs est connu pour être le point culminant du nord-ouest de la France. C’est un lieu de passage, d’escale, de pique-nique et de randonnées réputé. Depuis 1914 et l’installation du premier des trois belvédères, ce site est devenu un point de halte classique et un lieu de rencontre pour les touristes de passage comme pour les visiteurs locaux.
Plusieurs sentiers de randonnées au départ du belvédère permettent la découverte de la réserve naturelle.

## Administration, plan de gestion, règlement
La réserve naturelle est gérée par le Parc naturel régional Normandie-Maine. 
Le plan de gestion 2020-2026 de la réserve naturelle a été rédigé par le Parc naturel régional Normandie-Maine. Il a fait l’objet d’une présentation et d’une validation en Conseil scientifique régional du patrimoine naturel en 2019. 
Le règlement de la réserve naturelle dispose de mesures de protections spécifiques organisées selon 12 items : protection de la faune ; protection de la flore ; exploitation forestière ; protection du patrimoine géologique et paléontologique ; activité pastorale et agricole ; fréquentation ; activité sportive, touristique et de loisirs ; animaux domestiques ; accès et circulation des véhicules à moteur et survol aérien ; travaux publics et privés, déchets ; publicité. 

### Outils et statut juridique
La réserve naturelle a été créée par une délibération du Conseil régional des Pays de la Loire le 25 septembre 2020.

#### Inventaires
Le site fait partie de deux grands ensembles fonctionnels justifiant la création de deux ZNIEFF de type 2 : Massif de Multonne et Bocage à Pique-Prune de la Forêt de Monnaie à Javron-les-Chapelles. Trois espaces homogènes d’un point de vue écologique bénéficient d’un classement en de ZNIEFF de type 1 : le Mont Souprat, la Tourbière et vallée du buisson de Malheur et le Marais du Fourneau.

#### Natura 2000
Le site est concerné par trois sites Natura 2000 distincts sur près de 96% de son périmètre. 
L’essentiel de la réserve naturelle (281,2 hectares) est localisé sur les deux sites Natura 2000 superposés : la Zone Spéciale de Conservation Forêt de Multonne, Corniche de Pail (FR5200640) et la Zone de Protection Spéciale Corniche de Pail, Forêt de Multonne (FR5212012) a été désignée au titre de la Directive Oiseaux.
La partie nord-ouest de la réserve naturelle (20,3 hectares) est située dans la ZSC FR5202006 Bocage de la Forêt de Monnaie à Javron-les-Chapelles. 

#### Espace naturel sensible(ENS)
Le site est concerné par deux espaces naturels sensibles de la Mayenne : l’ENS Forêt de Multonne et l’ENS Bocage de la Forêt de Monnaie à Javron-les-Chapelles.